# Cmentarz żydowski w Płońsku
Cmentarz żydowski w Płońsku – został założony w 1670 roku i znajduje się przy ul. Warszawskiej. 
Przed II wojną światową zajmował powierzchnię ponad 3 ha. W 1942 roku Niemcy zdewastowali cmentarz, wykorzystując macewy do utwardzania dróg. W okresie powojennym na terenie nekropolii wybudowano stację Polmozbytu. 8 marca 1983 roku odsłonięto na kirkucie dwa pomniki: jeden ku czci ofiar Holocaustu (ufundowany przez społeczeństwo Płońska i zaprojektowany przez Annę Szalast), i drugi, upamiętniający osoby pochowane na cmentarzu (ufundowany przez Fundację Rodziny Nissenbaumów).